# St.-Konstantin-und-Helena-Kirche (Edirne)

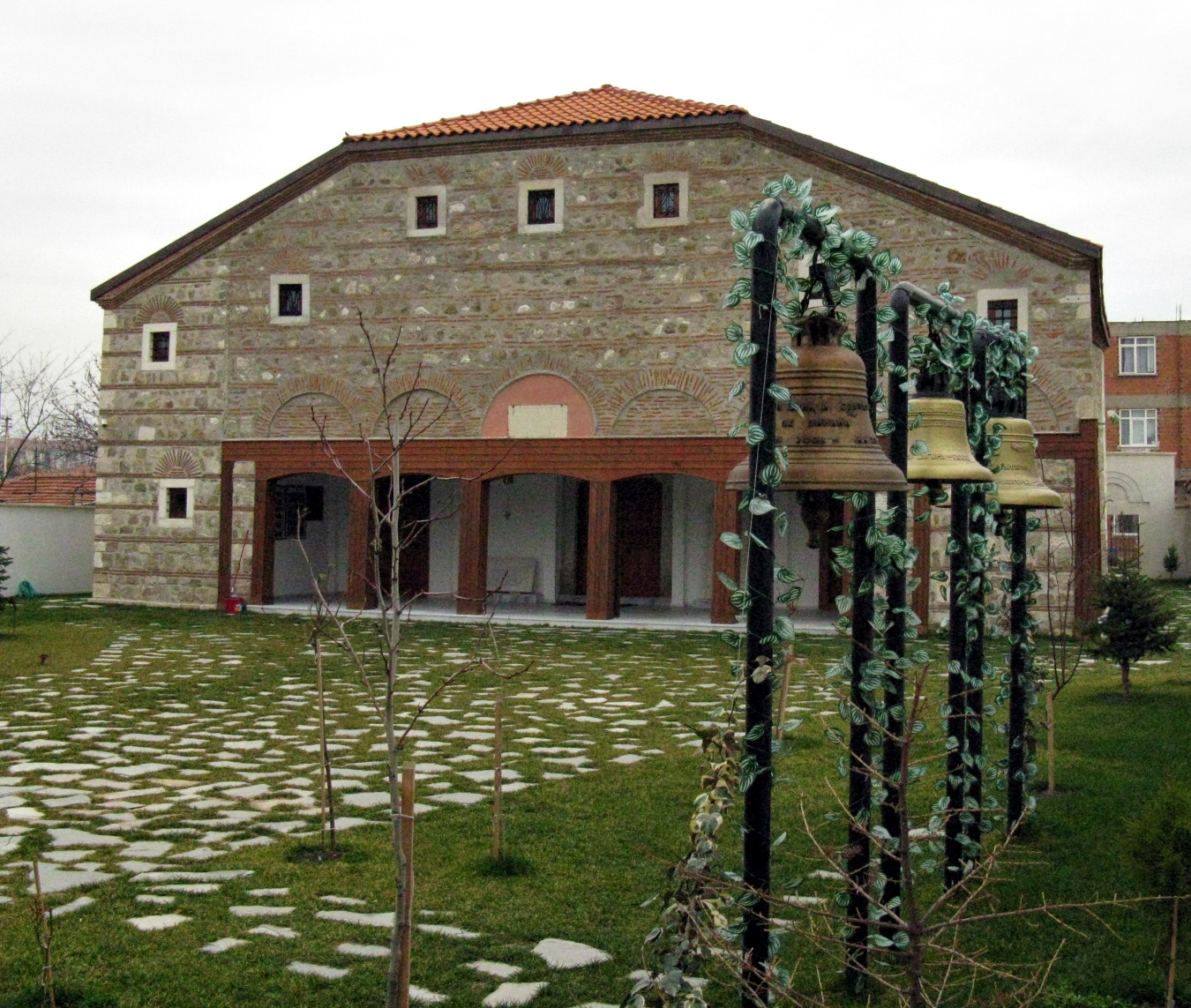
Fassade der Kirche „Sweti Sweti Konstantin und Elena“ in Edirne

Die Kirche Sweti Sweti Konstantin und Elena (bulgarisch църква „Св. св. Константин и Елена“, St.-Konstantin-und-Helena-Kirche, türkisch Konstantin ve Elena Kilisesi) ist eine bulgarisch-orthodoxe Kirche in Edirne (bulgarisch Одрин ‚Odrin‘) im Nordwesten der Türkei. Sie ist den Heiligen Konstantin und Helena geweiht. Neben der Georgkirche (erbaut 1880) ist sie die einzige noch erhaltene bulgarische Kirche in Edirne. Beide Kirchen sind auch die einzigen erhaltenen Kirchen in Edirne.

## Lage
Die Kirche der Heiligen Konstantin und Elena befindet sich in der ostthrakischen, türkischen Stadt Edirne. Sie liegt im südwestlichen Teil der Stadt im Bezirk Kirişhane in der Machalla Abdurahman. Die Kirche befindet sich in der Mezarlik-Straße in der Nähe des Uzun Kaldırım-Boulevards. In unmittelbarer Nähe befindet sich die Mündung des Flusses Tundscha (türkisch Tunca) in den Mariza-Fluss.

## Geschichte
Die Kirche wurde 1869 errichtet. Der Bau wurde durch Spenden von Bulgaren in Edirne, die aus Makedonien und anderen Regionen Thrakiens stammten, finanziert. Die Bauarbeiten, die am 3. März begannen und am 25. September des gleichen Jahres endeten, wurden vom Usta (Baumeister) Konstantin Kasakow, geboren in Bulgarköy, geleitet. Ein Jahr später konnten die bulgarisch-orthodoxen Gläubigen mit der Errichtung des Bulgarischen Exarchats ihre kirchliche Unabhängigkeit innerhalb des osmanischen Reiches in der Kirche feiern.
Die Kirche stellt eine dreischiffige Pseudobasilika mit erhöhter Decke, mit einer Fläche von ca. 600 m², dar. Die Wände wurden in Steinmauerwerk errichtet, das charakteristisch für die Architektur der späten Wiedergeburtszeit war. Zwei Kolonnaden stützen die Decke und das Dachgestühl von innen. Im westlichen Seitenschiff wurden zwei Emporen errichtet.
1888 wurde im Ostflügel der Kirche der Metropolit der bulgarischen Kirchengemeinde in Edirne Ewstatij (1832–1888) beigesetzt. Sein Grabstein und sein Denkmal wurden während der Rekonstruktion von 2008 in die Nähe des Haupteingangs der Kirche versetzt.
Nach dem Zweiten Balkankrieg von 1913, als die Thrakische Bulgaren vertrieben wurden, wurde die Kirche verlassen, verfiel und wurde mehrmals geplündert. Dennoch entging sie dem Schicksal der völligen Zerstörung, im Gegensatz zu anderen bulgarischen Kirchenbauten in der Region bis Ende der 1980er, obwohl sie bei einer erneuten Plünderung in Brand gesetzt wurde. 2006 konnte die zuständige bulgarische Behörde nach jahrelangen Verhandlungen mit der türkischen Seite ein Abkommen schließen. Noch im selben Jahr wurden die Reste des ehemaligen Dachstuhls abgetragen, die Wände gesichert und der ganze Bau durch eine Plane von der Witterung geschützt.
Anfang 2008 konnten die Rekonstruktionsarbeiten beginnen. Nach alten Fotos und Zeichnungen wurde die Kirche in ihrem ursprünglichen Zustand rekonstruiert. Am 14. September des gleichen Jahres wurde die Kirche im Beisein des bulgarischen Metropoliten von Rousse Neofit und anderer bulgarischer und türkischer Würdenträger neu geweiht. Die Ikonostase mit ihren 69 Ikonen, ein Geschenk des bulgarischen Kulturministeriums, wurde ebenfalls nach Fotografien aus den 1930er Jahren rekonstruiert.
Am 17. Oktober 2010 wurde im Hof der Kirche ein Denkmal des ersten bulgarischen Exarchen, Anthim I., der aus dem nahen Kirklareli stammt, feierlich enthüllt.

## Inschriften
Während der Rekonstruktion der Kirche wurden 2008 mehrere Inschriften gefunden. Sie wurden bei der Neuerrichtung an verschiedenen Stellen eingebaut. So befindet sich über dem Westportal die Inschrift zur Einweihung der Kirche aus dem Jahr 1869 mit folgendem Text:
Bulgarisch:

Во слава единосъшныя и животворашіа и неразделныа тройцы отца и сина и светаго духа. съ благоволеніето на негово импера-торско величество султана Абдул-Азис ха-на; начна да са гради, въ Кирешена-та, сей православный блъгарскый храмъ на сваты равно-апостолы Константина и Елена на 3-ый марта въ 1869 л. А свърши са на 25-ый септем въ съще-то лето И съгради са при стараніе-то, сей храмъ съ иждивеніе-то на тъкъ народолюбивы блъгаре, т. е. блъгаро-джелепско и народно общество в Едрене в 1869 лето
deutsche Übertragung:

Zur Ehre des einen Lebens und der untrennbaren Dreifaltigkeit des Vaters und des Sohnes und des Heiligen Geistes. Mit dem Wohlwollen Seiner Kaiserlichen Hoheit Sultan Abdülaziz wurde in Kirişhane der Bau dieser orthodoxen bulgarischen Kirche der apostelgleichen Heiligen Konstantin und Helena am 3. März 1869 begonnen. Und wurde abgeschlossen am 25. September desselben Jahres. Sie wurde durch den Fleiß der bodenständigen und heimatverbundenen Bulgaren, das heißt durch die bulgarische Gemeinde in Edirne im Jahre 1869 erbaut

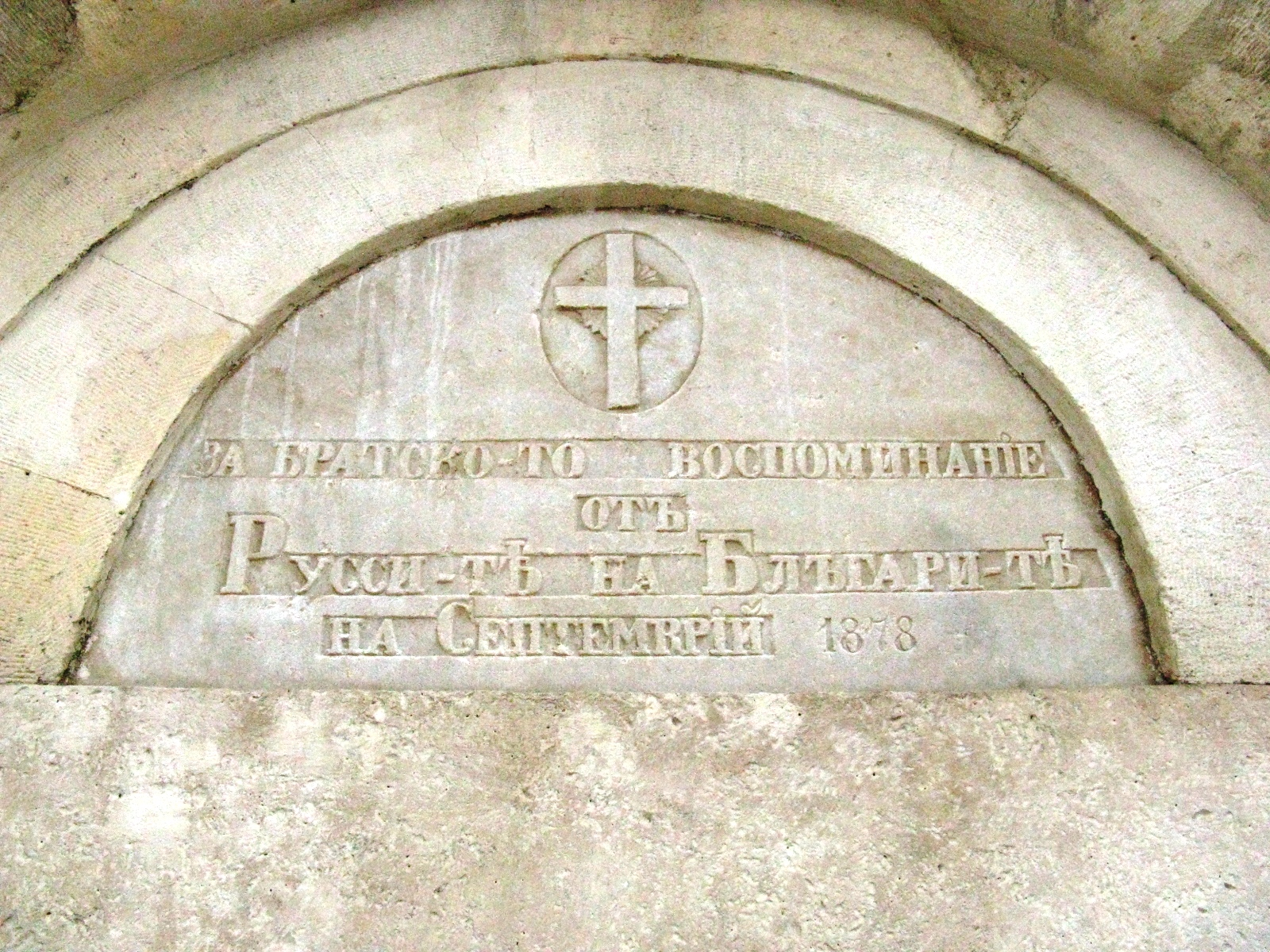
Russische Inschrift aus dem Jahr 1878

Aus der Zeit des Russisch-türkischen Kriegen von 1877/78, als Edirne von den Russen eingenommen wurde, stammt folgende Inschrift in russischer Sprache:
Russisch:

За Братско-то Воспоминаніе

отѣ

Русси-тѣ на Блъгари-тѣ

на Септемврій 1878
deutsche Übersetzung:

Dem brüderlichen Andenken

von

den Russen an die Bulgaren

September 1878
Die Inschrift befindet sich heute über dem Osteingang des Kirchenhofs.